# 40-tredentrap

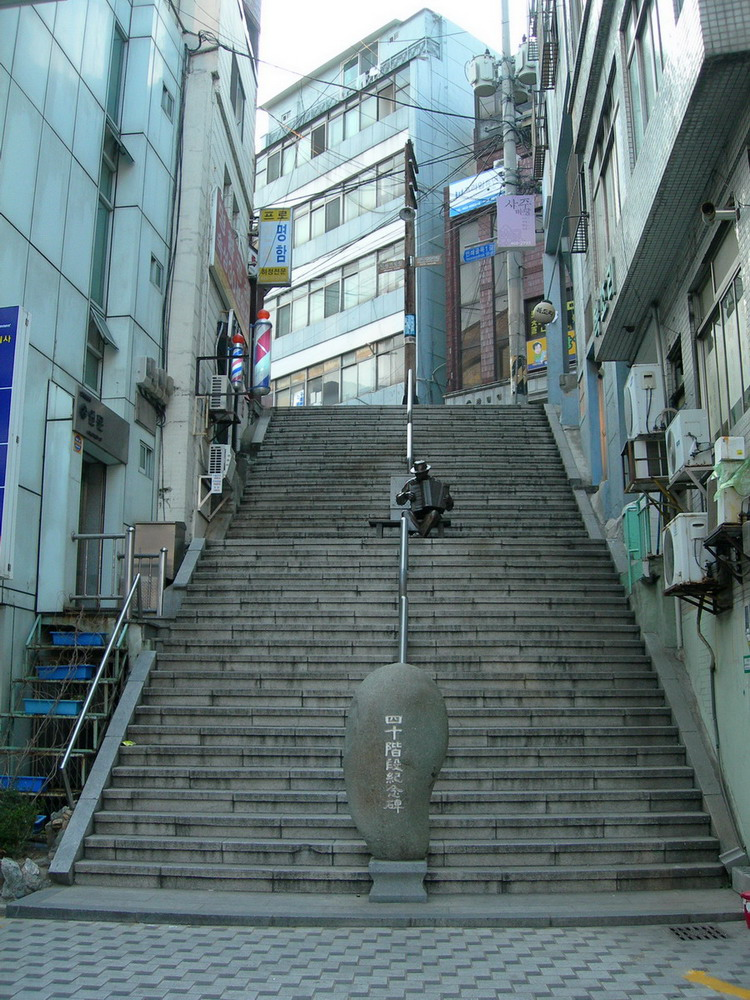
De trap

De 40 tredentrap is een trap in het stadsdeel Jung-gu in de Zuid-Koreaanse stad Busan.
De trap was een belangrijke verbinding en verzamelpunt in de Koreaanse Oorlog. Het is een plaats geworden die symbool staat voor de ellende van deze oorlog.